# Free Running
Free Running — компьютерная игра в жанре спортивного симулятора, разработанная компанией Rebellion Developments и издана Reef Entertaiment для платформ PlayStation 2 и Playstation Portable в 2007 году. В 2009 году были выпущены порты для PC и Nintendo Wii. В России игра известна как «Паркур: Дух Свободы» и издана компанией Новый диск.

## Игровой процесс
Игра представляет собой симулятор паркура. Игрок должен выполнять поставленные ему задачи на разнообразных уровнях, в разных частях города. Игрок может выбрать: исследовать уровень и выполнять побочные задания в режиме «фристайла», или же выполнять только конкретные задания, каждое из которых имеет своё название. Это может быть гонка с другим персонажем, сбор жетонов, получение максимального количества очков, прохождение локации без касания земли и тому подобные. На каждом уровне в режиме «фристайла» есть несколько мини-заданий, обозначенных синим значком «i». Выполнив все, игрок получает медаль, а также открывает те или иные уровни, задания и бонусы: одежду, трюки, музыку и режимы для мультиплеера.
Игрок, управляя персонажем, волен сам выбирать наилучший ему маршрут. Также игрок может выполнять разнообразные трюки, которые влияют на количество очков. Трюки открываются по мере прохождения уровней или же за выполнение конкретных заданий. В игре представлено два типа трюков: акробатические и прыжковые. За каждый из них отвечает конкретная кнопка в управление и их комбинация. Акробатические трюки более зрелищные, но требуют точности и выполняются только с разбега. Прыжковые трюки более простые, не так высоко оцениваются, однако их можно делать и с разбега, и стоя на месте. Также есть и другие движения, помогающие игроку перемещаться по локации. Поскольку игра является симулятором, она подразумевает наличие более детального игрового процесса. Так, например, каждый прыжок будет кончаться падением или остановкой, если игрок не нажмет кнопку «приземлиться» или «страховка». То же самое касается и прыжков на стены. Сами персонажи имеют шкалу здоровья, которая понижается при неудачных приземлениях. Показатели «ускорение» и «прыжок» показывают, как сильно персонаж может разбежаться и как далеко он прыгнет. Показатели увеличиваются по мере выполнения трюков.
Сперва на выбор дается несколько персонажей, каждый из которых обладает своей характеристикой. Их три: скорость бега, скорость ускорения и устойчивость к повреждениям. Каждый из этих показателей влияет, соответственно, на то, как быстро будет перемещаться персонаж и как долго он сможет выдерживать падения. Показатели можно регулировать, переодевая персонажа в «притоне» (англ. Hangout). Но, в большинстве случаев, прослеживается одна закономерность: одежда для быстрого бега меньше защищает, в то время как плотная одежда мешает быстро бегать. Также в этом же «притоне» игрок может просматривать открытые им трюки, видео и музыку.

## Список локаций
- «Urban Jungle» (рус. Городские джунгли) — первый тип локаций. В основном состоит из небольших построек, домов, крыш и улиц.
  - Gym (рус. Спортзал) — школьный спортзал, оборудованный для тренировок по паркуру. Всего в локации есть три режима тренировки, где игрока знакомят с основами управления, выполнением трюков и перемещением.
  - Home (рус. Дом) — крыши старой школы, прямиком над спортзалом.
  - Flats (рус. Жилплощадь) — небольшой жилой район Лондона. Несколько соединенных многоэтажек.
  - Mill (рус. Фабрика) — старая фабрика, разделенная небольшим каналом. Выше находятся несколько домов. Является своеобразным связующим звеном между городскими локациями и пристанью.
- «Dockland» (рус. Район доков) — второй тип локаций. Это те зоны, что располагаются вблизи морского порта.
  - Docks (рус. Доки) — порт, уставленный ящиками. Посреди локации есть два больших погрузочных крана и танкер между ними.
  - Freighter (рус. Грузовое судно) — танкер из предыдущей локации, уставленный погруженными на него ящиками.
  - Warehouse (рус. Склад) — большое складское помещение. Последняя локация в доках.
- «Inner City» (рус. Внутренний город) — третий и последний тип локаций. Это более современные высотные здания и площади.
  - Plaza (рус. Торговая площадь) — площадь, уставленная магазинами. Есть также и недостроенные участки площади.
  - Building Site (рус. Стройплощадка) — строительная площадка неподалёку от предыдущей локации. Как обычно, состоит из недостроенных зданий, техники и арматуры.
  - Highrise (рус. Высотка) — недостроенная многоэтажка. «Мать» всех локаций в игре. Состоит из крыши высотки и недостроенной высотки рядом.

## Реакция
| Сводный рейтинг | Сводный рейтинг |
| Агрегатор       | Оценка          |
| --------------- | --------------- |
| GameRankings    | 62,35 %         |

Игра получила сдержанные отзывы критиков. Сайт «UltraNinjas» дал версии для PlayStation 2 оценку в 8 баллов из 10, назвав игру «хорошей и захватывающей», отметив также, что «игра заслуживает гораздо большего внимания». «Pocket Gamer UK» присвоили версии для PlayStation Portable 6 баллов из 10. Остальные оценки были более сдержанные. Eurogamer оценил Free Running на 5 баллов из 10, критикуя неудобное управление и камеру, мешающую выполнять некоторые трюки. Плавность движений также неблагоприятно рассматривалась критиками при сравнении с такими играми, как Prince of Persia: The Sands of Time и Crackdown — играми, которые были лучшими играми с элементами фрирана, нежели Free Running.